# Gimnazjum Maironisa w Kownie

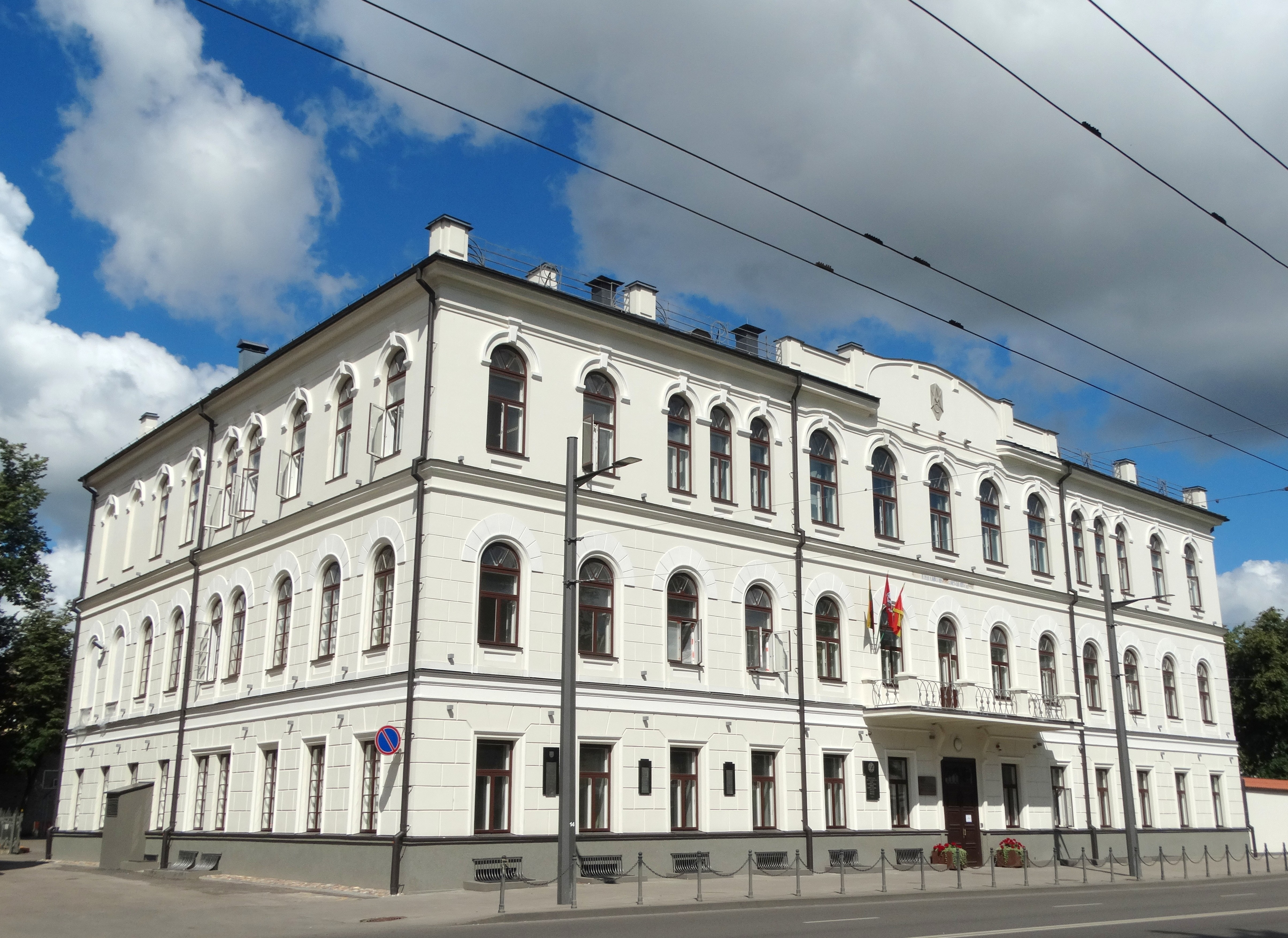
Gimnazjum Maironisa w Kownie

Gimnazjum Maironisa w Kownie (lit. Kauno Maironio gimnazija) - najstarsza litewska szkoła średnia w Kownie, mieszcząca się przy ul. Gimnazijos 3. 
Gimnazjum powstało w 1843 roku na bazie szkoły przeniesionej z Krożów. Od 1863 roku mieści się w obecnym budynku. 

## Znani absolwenci
- Edmundas Frykas